# Надп'яткова кістка
Таранна кістка (лат. talus або astragalus) — одна з кісток заплесна. Латинська назва talus значить «щиколотка», «кісточка», а варіант astragalus походить від грец. ἀστράγαλος. Вона бере участь у формуванні гомілковостопного суглоба. У деяких джерелах, особливо радянського періоду, таранну кістку називають «надп’ятковою», що пов’язано з її розташуванням над п’ятковою кісткою. Проте цей термін не є анатомічно точним і не відповідає сучасній міжнародній анатомічній номенклатурі. У клінічній та анатомічній практиці рекомендується вживати саме термін «таранна кістка».

## Анатомія
У таранній кістці є тіло (corpus tali), шийка (collum tali) та головка (caput tali). На верхній поверхні тіла є блок надп'яткової кістки (trochlea tali) — для з'єднання з великогомілковою та малогомілковою кістками. На бічних поверхнях блока розташовуються, відповідно, присередня та бічна кісточкові поверхні (facies malleolaris medialis et lateralis), до яких прилягають однойменні кісточки. Від бічної частини тіла відходить бічний відросток надп'яткової кістки (processus lateralis tali). На задньому відростку надп'яткової кістки (processus posterior tali) проходить зверху вниз борозна сухожилка довгого м'яза-згинача великого пальця стопи. Ця борозна поділяє задній відросток надп'яткової кістки на присередній та бічний горбки (tuberculum mediale et laterale). Передню частину головки займає велика сферична суглобова поверхня для з'єднання з човноподібною кісткою — човноподібна суглобова поверхня (facies articularis navicularis). На нижній поверхні тіла знаходиться передня, середня і задня суглобові п'яткові поверхні (facies articularis calcanea anterior, media et posterior), якими надп'яткова кістка зчленовується з п'ятковою. Між середньою і задньою п'ятковими суглобовими поверхнями лежить борозна надп'яткової кістки (sulcus tali), що разом з відповідною борозною п'яткової утворює пазуху заплесна (sinus tarsi).
У деяких людей поруч надп'яткової розвивається додаткова трикутна кістка (os trigonum).